# Йоахим Албек фон Тьоринг
Йоахим Албек фон Тьоринг (на немски: Joachim Albeck Graf von Törring; * 11 август 1621; † 14 февруари 1674 в Пертенщайн, част от град Траунройт в Горна Бавария) е граф от старата благородническа фамилия Тьоринг в Горна Бавария.
Той е син (шестото дете) на фрайхер/граф Ладислаус Освалд фон Тоеринг-Тенглинг цум Щайн-Пертенщайн в Бавария (1566 – 1638) и втората му съпруга фрайин Мария Катарина фон Гумпенберг († 1662), дъщеря на фрайхер Албрехт фон Гумпенберг и фрайин Анна Маргарета фон Прайзинг. Внук е на фрайхер Адам фон Тьоринг цум Щайн (1523 – 1580, в Залцбург, пада от кон) и Барбара фон Грайфензее († 1632). Чичо му Алберт фон Тьоринг-Щайн (1578 – 1649) е епископ на Регенсбург (1613 – 1649).
Баща му Ладислаус Освалд е администратор на католическия баварски курфюрст Максимилиан I и на 21 октомври 1630 г. получава титлата граф на Свещената Римска империя.
Братята му са Адам Лоренц фон Тьоринг-Щайн (1614 – 1666), епископ на Регенсбург (1663 – 1666), и неженения Йохан Албрехт фон Тьоринг (1617 – 1692). Сестра му Барбара фон Тьоринг (1619 – 1659) се омъжва на 21 ноември 1640 г. за граф Максимилиан Куен фон Белази, граф на Лихтенберг, фрайхер на Нойен-Лемпах (1608 – 1647/1659). Полубрат е на граф Волф Дитрих фон Тьоринг-Щайн (1598 – 1674) от първия брак на баща му с Катарина Фугер фон Кирхберг-Вайсенхорн (1575 – 1607), дъщеря на Якоб III Фугер.

## Фамилия
Йоахим Албек фон Тьоринг се жени ок. 30 май 1659 г. в Залцбург за фрайин Франциска Клара фон Ламберг († пр. 31 октомври 1709), дъщеря на фрайхер Константин фон Ламберг и графиня Марта Лудовика фон Тун. Те имат един син:
- Франц Адам Гуидобалд фон Тьоринг (* 1666; † 3 юни 1722, Пертенщайн), граф, женен на 15 ноември 1690 г. в Мюнхен за графиня Мария Анна Мехтилд фон Турн и Таксис († 14 юни 1704), дъщеря на граф Себастиан Франц фон Турн и Таксис († 1706) и графиня Мария Йохана Фугер фон Кирхберг-Вайсенхорн (1636 – 1704)[2]